# Argyractis gordianalis
Argyractis gordianalis là một loài bướm đêm trong họ Crambidae.